# 1425
| 1425               |
| ------------------ |
| Dødsfald - Fødsler |
|                    |

| Gregoriansk kalender | 1425 MCDXXV             |
| Ab urbe condita      | 2178                    |
| Armensk kalender     | 874 ԹՎ ՊՀԴ              |
| Kinesiske kalender   | 4121 – 4122 甲辰 – 乙巳 |
| Etiopisk kalender    | 1417 – 1418             |
| Jødisk kalender      | 5185 – 5186             |
| Hindukalendere       |                         |
| - Vikram Samvat      | 1480 – 1481             |
| - Shaka Samvat       | 1347 – 1348             |
| - Kali Yuga          | 4526 – 4527             |
| Iransk kalender      | 803 – 804               |
| Islamisk kalender    | 828 – 829               |

Konge i Danmark: Erik 7. 1396-1439
Se også 1425 (tal)